# The Stigma (film 1913)
The Stigma è un cortometraggio muto del 1913. Il nome del regista non viene riportato nei credit.

## Trama
Una storia d'amore e di sacrificio che ha come protagonista una donna emarginata dalla società.

## Produzione
Il film fu prodotto dalla Essanay Film Manufacturing Company.

## Distribuzione
Distribuito dalla General Film Company, il film - un cortometraggio di una bobina - uscì nelle sale cinematografiche degli Stati Uniti il 19 dicembre 1913.